# 11134 České Budějovice
11134 České Budějovice este un asteroid din centura principală, descoperit pe 4 decembrie 1996, de Miloš Tichý și Zdeněk Moravec.